# Engyum carinatum
Engyum carinatum är en skalbaggsart som beskrevs av Martins 1970. Engyum carinatum ingår i släktet Engyum och familjen långhorningar. Inga underarter finns listade i Catalogue of Life.